# TESLA (companie)

TESLA (originar numit după Nikola Tesla, mai târziu explicat ca „TEchnika SLAboproudá” - în română: tehnologii de voltaj mic) a fost un conglomerat de companii în domeniul electrotehnic, deținut de stat, în fosta Cehoslovacie.
Compania a fost inițial stabilită ca Elektra pe 18 ianuarie 1921, însă redenumită TESLA pe 7 martie 1946. TESLA deținea monopolul de piață în producția de electronice în Cehoslovacia, fiind singura producătoare de piese electronice și aparate electronice a țării până în 1989. Multe filiale au fost create, în orașe precum Liptovský Hrádok, Hradec Králové, Pardubice, Žďár nad Sázavou, Bratislava, și Nižná. Mai târziu, câteva dintre acestea au fost transformate în companii independente, deținute de stat.
Chiar dacă catalogul de produse a fost unul impresionant, cantitatea nu atingea cerințele consumatorilor acelei industrii. Multe produse au devenit pur și simplu învechite pentru că nu erau reînnoite; de exemplu, un singur tip de diodă a fost fabricat peste 30 de ani la rând fără vreo modificare.
Alte produse, cum ar fi unele tranzistoare și redresoare controlate de siliciu erau în competiție directă cu întreaga piață mondială de componente electronice, astfel TESLA devenind furnizorul principal tuturor statelor est-europene. Unele produse de calitate înaltă au fost exportate chiar și în Europa de Vest, cum ar fi pick-up-urile NC 470 sau NC 500, sub marca Lenco.
TESLA a avut de înfruntat atât competiția națională, cât și cea internaționala după căderea comunismului, întâmpinând mari dificultăți; acest lucru a dus în mod inevitabil la o scădere dramatică a producției, iar apoi, la privatizare a filialelor companiei. Logo-ul TESLEI este un lucru rar în contemporanele Slovacia și Republica Cehă, deoarece numai unele filiale au supraviețuit. Una dintre fostele filiale, JJ Electronic este cunoscut pentru fabricarea tuburilor electronice, dar și TESLA Litovel pentru pick-up-urile de înaltă calitate cunoscute ca Pro-Ject.

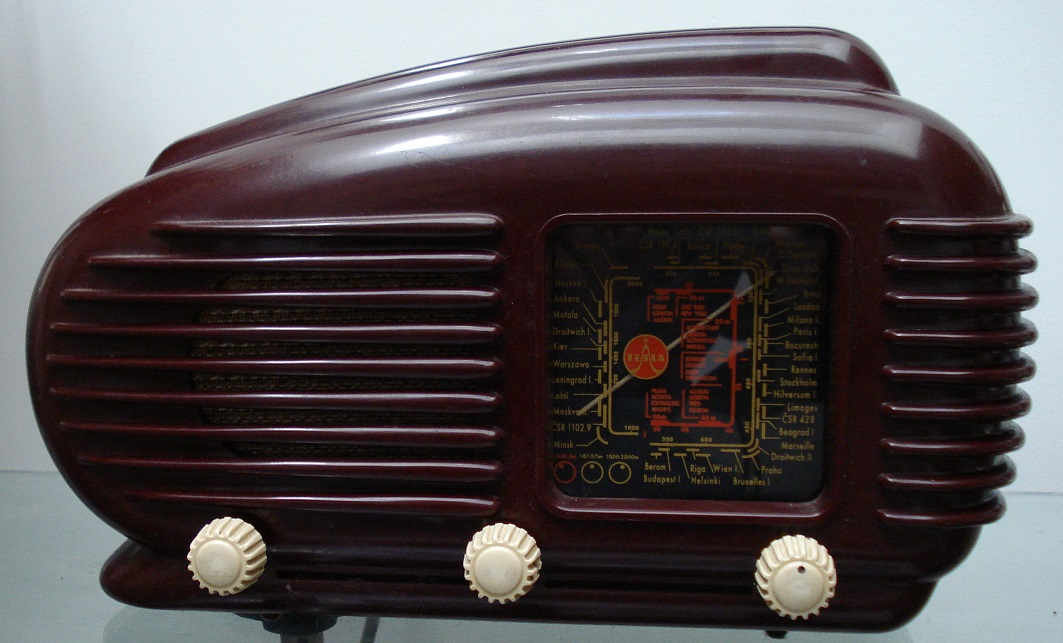
Receptor radio 308U Talisman